# AMC 34
Das Automitrailleuse de Combat ( AMC) 34 war ein leichtes, französisches Panzerfahrzeug, welches vor dem Zweiten Weltkrieg gemäß einer Anforderung der Kavallerietruppe der französischen Armee entwickelt wurde und in einer Kleinserie gebaut wurde. Beim Beginn der Schlacht um Frankreich nach Ausbruch des Zweiten Weltkrieges waren die Fahrzeuge bereits nicht mehr im Dienst.

## Hintergrund
Während des Ersten Weltkrieges konnte die Kavallerietruppe der französischen Armee ihren historischen Aufgaben auf dem Schlachtfeld nicht mehr erfüllen. Zwar blieben einige Verbände erhalten und hatten auch nach dem Krieg noch eine Bedeutung für die französischen Kolonien (der Levante und in Nordafrika), doch der Einsatz von berittenen Einheiten war in den Zeiten des Maschinengewehrs auf die Aufklärung, Flankensicherung und auf das Überbringen von eiligen Nachrichten reduziert worden.
Frühe Versuche mit Panzerwagen, automitrailleuses und auto canons, ab 1902 zeigten den Willen der Kavallerie sich auf die modernen Zeiten einzustellen, doch waren dem vor dem Ersten Weltkrieg erhebliche technische Grenzen gesetzt. Nach dem Krieg erklärte der einflussreiche Kavallerieoffizier, Géneral Maxime Weygand, in einer Veröffentlichung von 1921, dass der künftige Krieg ein Krieg der Maschinen sei. Sowie, dass Geschwindigkeit und Überraschung weiterhin Elemente seien, die für die Kavallerie sprächen.
Während der 1920er Jahre setzte die französische Kavallerie auf Halbkettenfahrzeuge. Diese boten eine bessere Geländegängigkeit als Radfahrzeuge und ermöglichten gleichzeitig eine höhere Geschwindigkeit als reine Kettenfahrzeuge. Führender Hersteller in diesem Bereich war Citroën-Kégresse ein Wettbewerber von Renault.

## Entwicklung
Höchst beunruhigt über den raschen Aufbau der Roten Armee arbeitete die französische Armee am 24. Dezember 1931 einen Plan für die Mechanisierung der Kavallerie aus.
Die Reformen von Géneral Maxime Weygand, nach dem Antritt seiner neuen Position als Generalstabschef, für die Kavallerie, sah drei grundsätzlich Fahrzeugtypen vor:
AMD „Automitrailleuse de Découverte“ (dem entsprach später der Panhard 178)
AMC „Automitrailleuse de Combat“ (war erst der Schneider P16 und später erst AMC 34 und dann AMC 35)
AMR „Automitrailleuse de Reconnaisance“ (erstes Fahrzeug dieser Klasse AMR P28)
Diese verschiedenen Arten von Automitrailleuses (MG-Wagen), forderten unter anderem das AMC, als ein leicht gepanzertes (nicht mehr als 9 Tonnen), aber schnelles Fahrzeug mit einer Normalgeschwindigkeit von 30 km/h. Es sollte mit einer 47-mm-Kanone eine starke Bewaffnung für den Einsatz gegen feindliche Panzer erhalten.
Der „Plan 1931“ wurde durch das französische Oberkommando am 23. Januar 1932 bestätigt und vom Verteidigungsministerium am 9. Dezember 1932 genehmigt.

### Renault VO
Schon vor der Veröffentlichung des „Plan 1931“ erfuhr Louis Renault was voraussichtlich in diesem Dokument stehen würde. Im Herbst des Jahres 1931 wies er seine Entwicklungsabteilung an ein „AMC“ zu bauen. Seine Mitarbeiter schlugen vor, geschweißte Stahlplatten zu verwenden, doch Louis Renault lehnte dies aus Kostengründen ab. Renault hätte in diesem Fall zusätzliche, hochqualifizierte Schweißer einstellen müssen. Die Entwicklungsabteilung nutzte jedoch trotzdem die Chance und baute den Renault VO, einen vollständig geschweißten Prototyp eines Char Rapide (franz. schneller Panzer), der auch als Alternative für den AMR 33 hätte eingesetzt werden können, welcher zur gleichen Zeit in der Entwicklung war.
Als dieses Fahrzeug im Jahr 1932 fertiggestellt worden war, war Louis Renault von der Konstruktion zunächst begeistert. Nach langer Überlegung traf er die Entscheidung von diesem Fahrzeug ausgehend einen genietete Version zu produzieren und diese vorzustellen.

### Renault YR
Kurz nachdem man versuchte den Typ VO als genietetes Fahrzeug zu bauen, erkannte man die Gewichtsprobleme, die sich aus dieser Änderung ergaben. Die zusätzlichen Verbindungsteile wogen zu viel. Das zwang das Entwicklungsteam zurück an die Zeichentische. Das Ergebnis war ein deutlich kleineres Fahrzeug, der Renault YR, welcher am 12. Oktober 1933 der Commission de Vincennes vorgeführt wurde. Hierbei musste gezwungenermaßen noch der Turm des Renault VO auf dem Fahrzeug verwendet werden. Die Erprobung durch die Section Technique de la Cavalerie führte zu weiteren Verbesserungen, einem größeren Tank, einer stärkeren Kupplung und einem belastbareren Getriebe. Am 9. März 1934 wurde ein Auftrag für eine Vorserie von 12 Fahrzeugwannen des AMC 34 vergeben. Die Entscheidung, welcher Turm montiert würde, sollte später fallen.
Das erste Fahrzeug wurden am 17. Oktober 1935 ausgeliefert.

### Plan 1934
Noch vor der Produktion des ersten Serienfahrzeuges wurde die Bestellung storniert, da man am 26. Juni 1934 im Rahmen des Plan 1934, (dieser galt der Erhöhung der Produktionszahlen und Verbesserung der Qualität der französischen Panzer-Produktion) beschlossen hatte, die Anforderungen für ein AMC zu ändern. Die Panzerung des AMC 34 hatte sich in der Erprobung als zu schwach gegen den Beschuss durch Panzerbüchsen herausgestellt und hätte verstärkt werden müssen. Das Fahrgestell war jedoch nicht in der Lage, das erhöhte Gewicht zu tragen.
Aus diesem Grund wurde von Renault ein überarbeiteter Entwurf erstellt, der zum AMC 35 führte.

## Beschreibung
Der AMC 34 war ein kleines Fahrzeug mit einer Länge von 3,98 m und einer Breite von 2,07 m. Die Federung des Prototyps war mit der des AMR 33 identisch. Die letztlich gefertigten Fahrzeuge waren mit einem zentralen Rollenwagen mit einer vertikalen Feder ausgestattet, eine Variante, die ursprünglich für den AMR 35 vorgesehen war. Zwei weitere Räder vorne und hinten waren mit hydraulisch gedämpfter Federung ausgestattet.
Als Antrieb diente ein 7,125-Liter-V8-Motor mit einer Leistung von 120 PS, ausreichend für eine Höchstgeschwindigkeit von 40 km/h. Mit dem 220 Liter fassenden Kraftstofftank konnte eine Fahrstrecke von 200 Kilometern erreicht werden. Die Kettentriebräder waren an der Fahrzeugfront montiert. Der Motor befand sich im rechts vorne und der Fahrer saß links daneben. Die Stärke der Panzerung betrug maximal 20 mm.

## Einsatz

### Frankreich und Marokko
Da man in Frankreich glaubte, nicht auf die 12 bereits fertiggebauten Fahrzeuge der Vorserie verzichten zu können, wurden diese in Dienst gestellt. Im Januar 1936 wurden die Fahrzeuge dem 4. Cuirassiers-Regiment zugeteilt. Ursprünglich mit einem Maschinengewehrturm des Renault FT versehen, erhielten diese später den APX1-Turm mit einer 47-mm-Kanone SA34, wie auch im Char D2 verbaut.
Im Jahr 1937 erlaubte die wachsende Produktion von modernen Panzern, die Fahrzeuge an die Kolonialtruppe in Marokko abzugeben. Die Fahrzeuge besaßen ER-28-Kurzwellenfunk (die Ausrüstungsbestimmungen sahen für jedes Fahrzeug ein Funkgerät vor) sowie einen verbesserten Schutz des Treibstofftanks auf der Rückseite. Der Kühlergrill befand sich beschusssicher auf der hinteren Motorabdeckung.
Zu Beginn des Jahres 1940 wurden die AMC 34 in den Kampfverbänden in Marokko durch den Hotchkiss H-39 ersetzt. Die Fahrzeuge wurden danach nur noch für die Ausbildung verwendet.
Auf den Waffenstillstandskontroll-Listen tauchen diese nicht mehr auf, woraus geschlossen werden muss, dass sie entweder im Sommer 1940 bereits verschrottet oder aber versteckt worden waren.

## Belgien
Die Pläne der belgischen Kavallerie folgten der europäischen Entwicklung und im Jahr 1935 wurde ein Programm zur Mechanisierung der eigenen Streitkräfte begonnen. Jedes der belgischen 6 Kavallerieregimenter sollte eine Abteilung mit 12 Panzerfahrzeugen erhalten. Es waren dabei 8 Panzerjäger-Tanketten Typ T-15 und 4 Panzerkampfwagen vorgesehen. In einem Vergleichstest des Prototyps mit dem Vickers Tank Mark F vom 7. bis zum 10. November 1934 zeigte der Renault sich überlegen. Man ging davon aus, dass noch einige Verbesserungen am Fahrzeug durchgeführt würden und ab Oktober 1935 monatlich 3 Fahrzeuge ausgeliefert werden könnten.
Aus diesem Grund bestellte man bei Renault 25 der neuen Renault YR-Wannen und bei APX wurden 25 der noch in Entwicklung befindlichen Panzerwagentürme bestellt. Renault konnte die Fahrzeuge nicht liefern, da die französische Armee die Bestellung stornierte und die kleine Fertigungsmenge für die belgische Kavallerie nicht wirtschaftlich war. Gleichzeitig hielt sich APX an seinen Vertrag und lieferte die neuen Panzertürme, die mit einer 47-mm-Kanone SA35 und einem 13,2-mm-Hotchkiss-MG versehen waren. Man lieferte schließlich seitens Renault mit drei Jahren Verspätung Fahrzeuge des neuen, modernen Typs ACG 1 bzw. AMC 35. Jedoch nur 10 Fahrzeuge.
Die überzähligen Panzertürme wurden letztlich als Bewaffnung für feste Bunkerstellungen der belgischen Küstensicherung verbaut.